# Fire Emblem: The Sacred Stones
Fire Emblem: The Sacred Stones (ファイアーエムブレム 聖魔の光石, Faiā Emuburemu: Seima no Kouseki) est un jeu vidéo de rôle tactique sorti sur Game Boy Advance, développé par Intelligent Systems et publié par Nintendo en 2004. Il s'agit du huitième jeu de la série Fire Emblem, du dernier sorti sur la console et du second à être publié en Europe et en Amérique du Nord.
Le joueur y suit les aventures des jumeaux Eirika et Ephraim qui doivent libérer le continent de Magvel de sa malédiction et reconstruire leur nation ravagée par la guerre. Il est très proche de son prédécesseur tant au niveau du gameplay qu'au niveau des graphismes.

## Trame

### Univers
L'aventure de Fire Emblem: The Sacred Stones se déroule dans un monde imaginaire médiéval et fantastique. L'histoire prend place sur le continent de Magvel qui est divisé en six nations et dont la géographie est diverse et variée. La région principale dans laquelle démarre l'aventure est Renais, placée au centre du continent. Elle est dirigée par Fado, alias le "Roi guerrier". La région de Frelia qui se situe au Nord-Ouest est essentiellement composée de montagnes. Elle est gouvernée par Hayden dit le "Roi sage". Dans le désert de l'Est se trouve la région de Jehanna dirigée par Ismaire, aussi appelée la "Reine des dunes". Au-dessus de celle-ci se situe Rausten, une théocratie dirigée par Mansel, le "Monarque divin". Enfin, au Sud du continent se dessine l'empire de Grado, gouverné par Vigarde l'"Empereur taciturne". Par ailleurs, une région au Nord est en train de naître. Il s'agit de la république de Carcino qui est dirigée par un conseil de marchands.
Mis à part Carcino, chaque nation du contient héberge une Pierre sacrée. Magvel ayant été touché par une terrible malédiction 800 ans plus tôt, ces pierres ont permis aux cinq héros d'arrêter le Roi-démon et son armée de monstres. Son âme est maintenant emprisonnée dans la Pierre sacrée de Grado.
L'aventure commence en l'an 803. Pourtant pacifiste, la nation de Grado a déclaré la guerre aux autres nations. Elle s'attaque en premier à Renais. Le roi Fado, désemparé et sans nouvelles de son fils parti au combat, tente de résister aux assauts de l'armée de Grado. Voyant qu'elle gagne du terrain, il décide d'envoyer sa fille à Frelia pour la protéger.

### Personnages
Le joueur contrôle deux personnages principaux. Le premier, Eirika, est la fille du roi Fado et la princesse de Renais. De caractère pacifiste, elle sait néanmoins se battre avec une épée. Le second est Ephraim, le prince de Renais et le frère jumeau d'Eirika. C'est un très bon tacticien qui aime se battre.
L'antagoniste principal semble être au premier abord l'empereur Vigarde. D'un naturel pacifiste, il a été corrompu par les forces maléfiques enfermées dans la Pierre sacrée. Mais lorsqu'il meurt, le véritable antagoniste se révèle être Lyon, son fils. Ami d’enfance d’Ephraim et d’Eirika, Lyon était une personne calme et gentille avant d’être possédé par l’âme du Roi-démon.
Par ailleurs, le joueur contrôle également les autres personnages du jeu qui détiennent des rôles plus ou moins importants, comme Seth, le général de l’armée de Renais avec qui Eirika a fui Renais avant sa chute, L’Arachel, la princesse de Rausten qui permet à Eirika et Ephraim de récupérer la Pierre sacrée de sa nation, ou encore Innes, le prince de Frelia, fin stratège mais qui finit néanmoins par être secouru par Eirika.

### Histoire
L’histoire se divise en trois parties. Dans la première, le joueur contrôle Eirika et son armée vers Fort Renvall dans lequel Ephraim s’est fait enfermé. Cette partie sert également de didacticiel au joueur qui apprend au fur et à mesure comment interagir avec les différents personnages, se battre, remporter la victoire et se déplacer sur la carte du monde.
Dans la deuxième partie, le joueur doit choisir entre deux histoires, soit celle d'Eirika, soit celle d'Ephraim. Quoi qu’il choisisse, toutes les unités recrutées dans la première partie de l’histoire sont conservées. Dans l’aventure d’Eirika, le joueur doit la guider jusqu’à Rausten pour prévenir le Monarque Mansel du sombre dessein de Grado. En effet, l’empereur a ordonné la destruction de toutes les Pierres sacrées. Quant à Ephraim, le joueur doit l’emmener jusqu’au château de Grado vaincre l’Empereur Vigarde dans le but d’arrêter la guerre.
Enfin, la troisième partie de l’histoire commence lorsque le joueur achève la quête du personnage qu’il a décidé de suivre. Après avoir fui le manoir de Jehanna, Eirika et Ephraim doivent libérer Renais puis se rendre aux Bois de Lombres pour arrêter définitivement le Roi-démon. Une fois l’aventure terminée, le joueur peut continuer à vaincre des monstres et à recruter de nouvelles unités.

## Système de jeu
Comme les précédents jeux de la série Fire Emblem, le joueur doit guider ses unités vers la victoire tout en accomplissant un certain nombre de tâches pour réussir. Le combat s’effectue au tour à tour. Les unités du joueur, en bleu, jouent les premiers, suivies par les unités ennemies en rouge qui sont parfois suivies par des unités « annexes » en vert. Les déplacements se font case par case, c’est-à-dire que chaque unité dispose d’une jauge de déplacement qu’elle ne peut pas dépasser. Enfin, le joueur peut trouver sur la carte des cases contenant une forêt ou un fort. S’il place une unité dessus, celle-ci bénéficiera de ses bienfaits comme une moins bonne précision ennemie ou un léger soin. Enfin, il existe deux types d'armes : les armes et la magie. Chacune de ses catégories est régie par un triangle de forces et de faiblesses dont le joueur doit tenir compte pour optimiser ses chances de réussite. Une bonne évaluation des capacités des unités et du terrain sont nécessaires pour préparer une bonne stratégie.
Arrivé à un certain stade de l’aventure, le joueur débloque l’écran de préparation qui lui permet de sélectionner les unités avec lesquelles il désire participer au combat. Il peut également y gérer les objets ou consulter la carte du combat en vue.
Comme de nombreux épisodes de Fire Emblem, The Sacred Stones bénéficie de son lot de nouveautés et de spécificités, certaines d'entre elles étant des éléments retravaillés de Fire Emblem Gaiden. Tout d'abord, chaque classe non promue peut avoir jusqu'à deux choix de promotion. Ainsi, un cavalier (classe à grand déplacement avec spécialisation d'épées et de lances) peut être promue en paladin (mêmes caractéristiques, mais avec un meilleur déplacement et de meilleures spécialisations) ou en grand chevalier (classe moins rapide, mais avec une meilleure défense et pouvant en plus manipuler les haches). De plus, trois des personnages, Ross, Amelia et Ewan, commencent dans des classes de débutants (respectivement Aventurier, Recrue et Disciple) qui sont assez faibles et ont besoin d'acquérir de l'expérience pour s'affirmer. Au niveau 10, ils sont automatiquement promus dans une classe de base (toujours avec un choix entre deux classes) et donc ont potentiellement de meilleures caractéristiques qu'un personnage de même classe et de même niveau. Par ailleurs, le jeu incorpore un bestiaire de nombreuses classes de monstres. Ils peuvent être facilement défaits par les Évêques leur infligeant des dégâts accrus. Enfin, le jeu comprend une carte du monde accessible entre chaque chapitre permettant au joueur de prendre part à des escarmouches optionnelles face à des monstres pour gagner de l'expérience ainsi que d'explorer deux donjons : la tour de Valni et les ruines de Lagdou. Le joueur peut décider de s'arrêter à chaque étage (ou à tout moment de son tour) ou de continuer pour trouver des richesses et faire gagner de l'expérience à ses unités. Après la fin du mode histoire, réussir certains paliers de ces lieux permettent de débloquer des personnages non-joueurs et à l'intégrer à l'armée.

## Développement
Le développement de The Sacred Stones a lieu en parallèle du développement de son successeur sur Gamecube, Fire Emblem: Path of Radiance. Capable de réutiliser le moteur des deux précédents jeux (The Binding Blade et The Blazing Blade), promettant un cycle de développement court, Intelligent Systems a décidé de la création du jeu afin de permettre une sortie rapide sur la plus populaire Game Boy Advance, dans l'attente de la sortie de Path of Radiance.
La quantité de travail de localisation engendrée par The Sacred Stones et Path of Radiance est partiellement responsable de l'absence de localisation de The Binding Blade hors du Japon.

## Accueil
The Sacred Stones fait l'objet d'une réception positive à sa sortie. Il obtient un 84% de GameRankings, 85/100 pour Metacritic, 8/10 pour Eurogamer, 35/40 pour Famitsu, 8,8/10 pour Gamespot, 8,5/10 pour IGN et 17/20 pour Jeuxvidéo.com.
Les ventes du jeu à travers le monde sont estimées à 890 000 unités par le site VG Chartz.

## Postérité
En 2011, pour remercier les clients ayant acheté la Nintendo 3DS avant sa réduction de prix, Nintendo leur a offert via console virtuelle dix jeux de Super Nintendo et dix jeux de Game Boy Advance, dont Fire Emblem: The Sacred Stones. Il reparaît ensuite à l’achat sur la console virtuelle de la Wii U le 6 août 2014 au Japon, le 1er janvier 2015 en Europe et le 18 juin 2015 en Amérique du Nord.
Le jeu est représenté dans la série Super Smash Bros., au travers de stickers à collecter ou encore de musiques.
Fire Emblem: Awakening propose parmi le contenu ostensible via SpotPass des personnages issus de Fire Emblem: The Sacred Stones. De plus, cet épisode reprend le système de changement de classe, dans lequel le joueur a le choix entre deux classes pour chaque unité qu'il fait évoluer. Enfin, l'un des chapitres disponible en contenu additionnel contient une musique de Fire Emblem: The Sacred Stones.
Les protagonistes Eirika et Ephraim font partie des personnages auxquels il est possible de faire appel grâce aux Emblèmes dans Fire Emblem Engage.
De nombreux personnages du jeu ont fait une ou plusieurs apparitions dans le jeu mobile Fire Emblem Heroes, ainsi que dans le jeu de cartes dérivé Fire Emblem 0 (Cipher)[réf. nécessaire].